# فينغ شافونغ
فينغ شافونغ هو ممثل صيني ولد في 7 أكتوبر 1978.

## روابط خارجية
- فينغ شافونغ على موقع IMDb (الإنجليزية)
- فينغ شافونغ على موقع قاعدة بيانات الفيلم (الإنجليزية)